# Đặng Đình Hưng
Đặng Đình Hưng (1924-1990) là một nhạc sĩ, nhà thơ của Việt Nam tham gia phong trào Nhân Văn - Giai Phẩm.

## Xuất thân và sự nghiệp
Ông sinh ngày 9/3/1924, quê ở làng Thụy Hương thuộc huyện Chương Mỹ, Hà Đông (nay thuộc Hà Nội), Việt Nam.
Là con nhà danh gia vọng tộc, ông và em trai Đặng Đình Áng được ra Hà Nội học trường Bưởi.
Năm 1942 tốt nghiệp trường Bưởi, ông vào học trường Luật Đông Dương, chưa tốt nghiệp thì Cách mạng tháng Tám bùng nổ. Kháng chiến chống Pháp, ông theo Việt Minh lên Vĩnh Yên làm công tác tuyên truyền và làm tới Đoàn trưởng kiêm chính trị viên Đoàn văn công Nhân dân Trung ương.
Ông kết hôn với bà Nguyễn Thị Kim Thoa, và có 2 người con trai với bà: Đặng Hồng Quang (nguyên là Chủ nhiệm Khoa Piano Nhạc viện Thành phố Hồ Chí Minh) và Đặng Hồng Thắng. 
Khi chưa chia tay người vợ đầu tiên, ông đã có quan hệ và về sau kết hôn cùng nghệ sĩ dương cầm Thái Thị Liên, người du học ở Tiệp Khắc trở về, vợ cũ của nhà cách mạng Trần Ngọc Danh đã qua đời trước đó. Ông bà sinh có một người con chung duy nhất là Đặng Thái Sơn, nghệ sĩ dương cầm nổi tiếng của Việt Nam.
Năm 1956, tại Việt Nam Dân chủ Cộng hòa xảy ra vụ "Nhân văn - Giai phẩm", với một số đông văn nghệ sĩ muốn Đảng Cộng sản nới lỏng kiểm soát tư tưởng. Ông Đặng Đình Hưng tham gia phong trào này và bị đàn áp, không được xuất bản các tác phẩm thơ. Ông bị thôi mọi chức vụ và phải đi chăn bò chăn trâu ở Nông trường Chí Linh.
Năm 1980, sau khi con trai ông là Đặng Thái Sơn đoạt giải thưởng Chopin ở Ba Lan, ông Đặng Đình Hưng đã được nhà nước cấp cho căn hộ tại Hà Nội, và nhờ con trai ở nước ngoài chu cấp, ông có những năm tháng cuối cùng thể hiện nghệ thuật thơ, họa và vẽ chữ..
Trong những năm cuối đời, Đặng Đình Hưng vẽ trên 300 bức tranh, nhưng sinh thời chỉ có cơ hội xuất bản 1 tập tranh 24 bức tại Nhà xuất bản Mỹ thuật. Ông qua đời vào ngày 21 tháng 12 năm 1990, tại Hà Nội.

## Tác phẩm
Từ 1958 cho đến khi qua đời, Đặng Đình Hưng bao gồm 6 tác phẩm thơ chính trong đó có ba tập thơ và ba bài thơ dài Khóc Mị Châu, Bến lạ, Ô mai.
Năm 1991, một năm sau khi ông qua đời, tập thơ Bến Lạ của ông được nhà xuất bản Văn Nghệ thành phố Hồ Chí Minh xuất bản và giới thiệu “như là thể nghiệm thơ của Đặng Đình Hưng”
Tiếp đó tập thơ Ô Mai được nhà xuất bản Hội Nhà văn phát hành tại Hà Nội năm 1993.
Tối ngày 20 tháng 1 năm 2021, tại Viện Pháp tại Hà Nội (L’Espace) đã diễn ra buổi toạ đàm ra mắt sách Đặng Đình Hưng - một bến lạ với sự tham gia của con trai ông, NSND Đặng Thái Sơn.